# Tixall
Tixall es una parroquia civil y un pueblo del distrito de Stafford, en el condado de Staffordshire (Inglaterra).

## Geografía
Según la Oficina Nacional de Estadística británica, Tixall tiene una superficie de 10,07 km².

## Demografía
Según el censo de 2001, Tixall tenía 192 habitantes (51,56% varones, 48,44% mujeres) y una densidad de población de 19,07 hab/km². El 20,83% eran menores de 16 años, el 74,48% tenían entre 16 y 74, y el 4,69% eran mayores de 74. La media de edad era de 42,59 años. Del total de habitantes con 16 o más años, el 18,42% estaban solteros, el 68,42% casados, y el 13,16% divorciados o viudos.
Según su grupo étnico, el 98,44% de los habitantes eran blancos y el 1,56% mestizos. La mayor parte (96,91%) eran originarios del Reino Unido. El resto de países europeos englobaban al 1,55% de la población, mientras que el 1,55% había nacido en cualquier otro lugar. El cristianismo era profesado por el 82,81%, mientras que el 11,46% no eran religiosos y el 5,73% no marcaron ninguna opción en el censo.
Había 81 hogares con residentes y 4 vacíos.